# Zelotes meinsohni
Zelotes meinsohni este o specie de păianjeni din genul Zelotes, familia Gnaphosidae, descrisă de Denis, 1954.
Este endemică în Morocco. Conform Catalogue of Life specia Zelotes meinsohni nu are subspecii cunoscute.